# Michael McGowan
Michael McGowan (n. 19 mai 1940) este un om politic britanic, membru al Parlamentului European în perioadele 1984-1989, 1989-1994 si 1994-1999 din partea Regatului Unit.
1. ↑  Deputații în Parlamentul European